# Maria Deraismes

Maria Deraismes

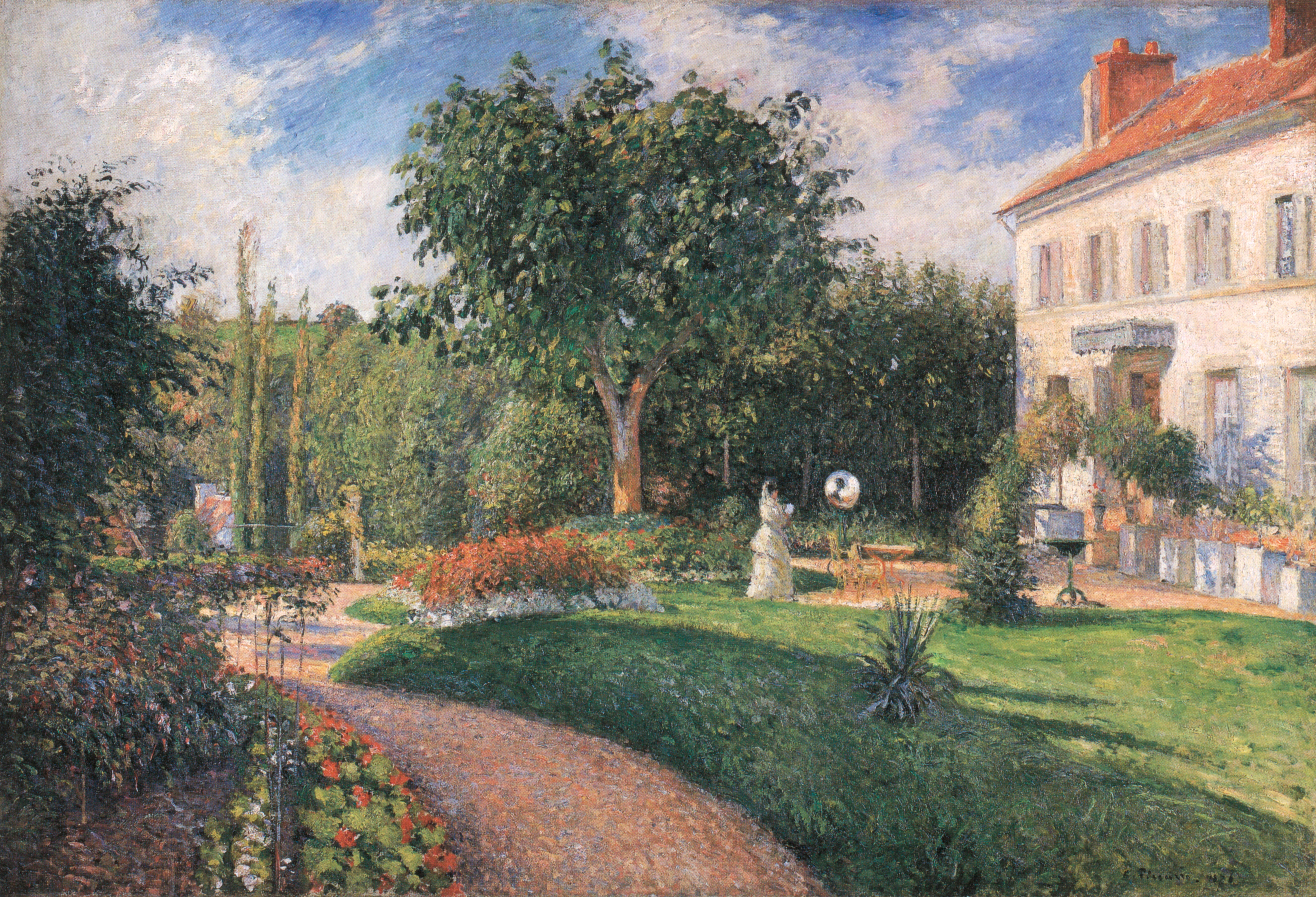
Der Garten von Les Mathurins in Pontoise (1876)

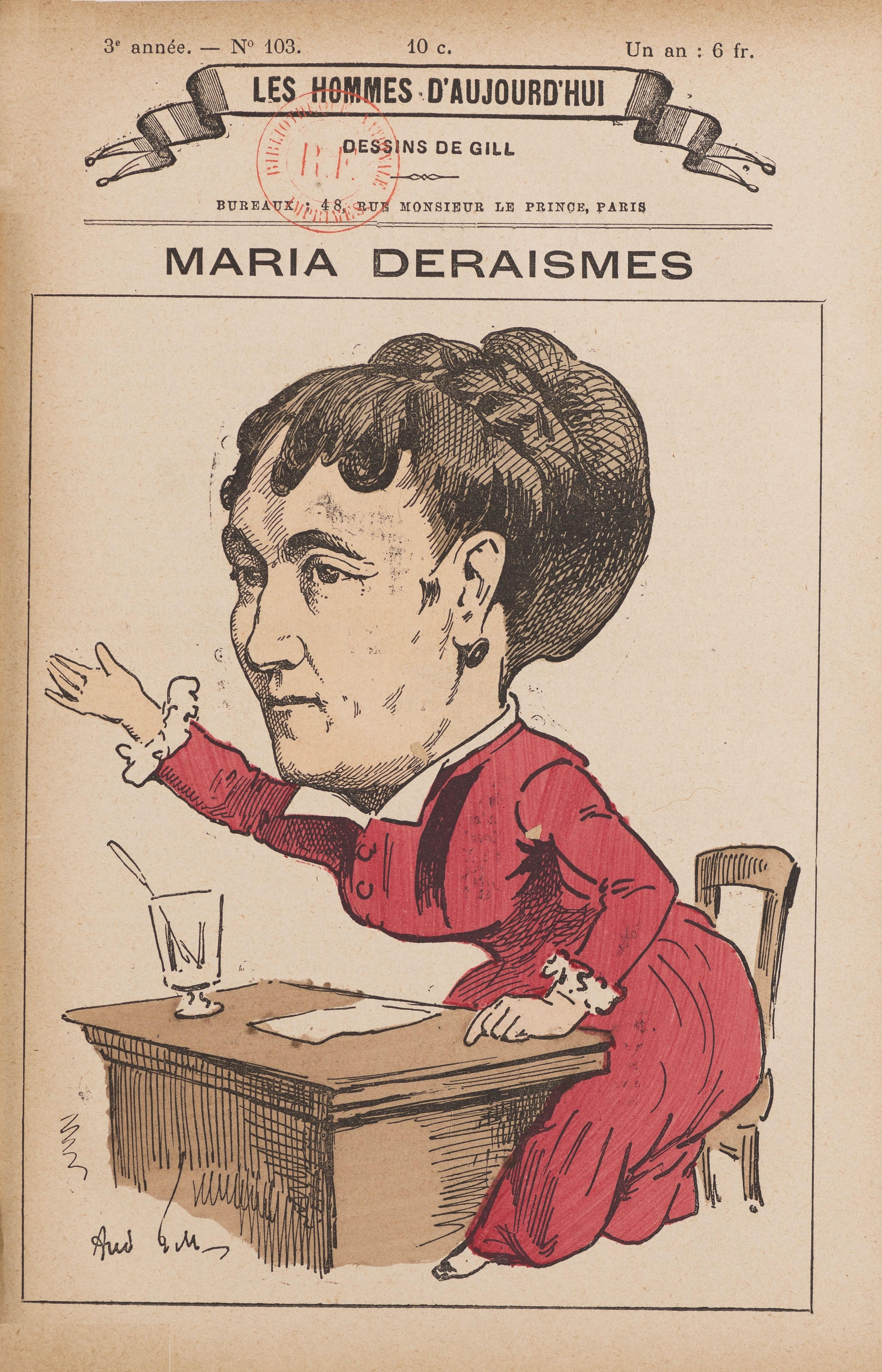
Marie Deraismes karikiert von André Gill in Les Hommes d'aujourd'hui 1880

Maria Deraismes (* 17. August 1828 in Paris; † 6. Februar 1894 ebenda) war eine französische Schriftstellerin, demokratische Humanistin und Frauenrechtlerin. 1893 gründete sie zusammen mit Georges Martin den Freimaurerorden Le Droit Humain.

## Leben
Maria Deraismes wurde in Paris geboren und wuchs dort im nordwestlichen Außenbezirk Pontoise auf. Aus einer erfolgreichen Familie der Mittelschicht stammend, war sie sehr gebildet und hatte früh Kontakt zu literarischen Kreisen. Einen Teil ihrer Bildung verdankte sie ihrer Schwester Anna Féresse-Deraismes, die nach dem Tod des Vaters ihre Erziehung übernahm. Sie verfasste mehrere literarische Werke und machte sich als talentierte Rednerin einen Namen.
Nach dem Deutsch-Französischen Krieg machte sie sich für Demokratie, die Republik und für Frauenrechte stark und trat 1866 der Société de la revendication des droits de la femme bei, einer Frauenorganisation mit dem Ziel, die Bildung für Frauen zu fördern. 1869 gründete sie mit Léon Richer (1824–1911) L'Association pour le droit des femmes. Gemeinsam mit ihm organisierte sie den ersten internationalen Kongress zu Frauenrechten, den Congrès international du droit des femmes, 1878 in Paris. Die Société de la revendication des droits de la femme ging 1886 in der Société pour l’amélioration du sort de la femme et la revendication de ses droits (Gesellschaft für die Verbesserung des Schicksals der Frau und die Einforderung ihrer Rechte) auf; Deraismes wurde ihre erste Präsidentin.
Die Enteignung durch Napoléon III. unter der Dritten Republik zwang sie zu einer gemäßigteren Tagespolitik, damit die Frauenbewegung überleben konnte. Mit der Unterstützung radikaler Frauenrechtlerinnen wie Hubertine Auclert setzte sie sich für das Frauenwahlrecht ein und war „symbolischer Bewerber“ bei den Wahlen von 1885. Maria Deraismes starb 1894 und wurde auf dem Friedhof von Montmartre beerdigt.
Der Impressionist Camille Pissarro malte das von Deraismes und ihrer Schwester bewohnte Anwesen Les Mathurins in Pontoise. Bei der sich im Garten aufhaltenden Frau handelt es sich wahrscheinlich um die Frauenrechtlerin, deren fortschrittliche Ansichten der Maler teilte.

### Freimaurerei undLe Droit Humain
Die Freimaurergroßloge Grand Orient de France lud sie zu einem Vortrag über die Gleichberechtigung der Frau ein. Dennoch lehnte man dort die Aufnahme von Frauen in den Logen weiterhin ab.
Maria Deraismes gehörte zu den Freidenkern („Libres Penseurs“) und organisierte mit ihnen 1881 den ersten antiklerikalen Kongress. Die Männerloge Les Libres Penseurs von Le Pecq wurde von der Grande Loge Symbolique Ecossaise de France unabhängig und fasste den außergewöhnlichen Beschluss, künftig auch Frauen als Mitglieder aufzunehmen. Am 14. Januar 1882 initiierten sie Maria Deraismes; damit war sie die erste Frau, die in die Freimaurerei aufgenommen wurde. Nach heftigen Protesten führte dies allerdings zur Schließung der Loge.
In Großbritannien brachte ihr ihre Arbeit großes Ansehen und verschaffte ihr Einfluss auf die amerikanische Aktivistin Elizabeth Cady Stanton, die sie nach ihrem Durchbruch in der Freimaurerei noch im selben Jahr traf.
In Paris war auch der Senator und „Conseiller Général“ Georges Martin davon überzeugt, dass Frauen eine größere Rolle in der Gesellschaft spielen sollten. Aus diesem Grund kämpfte er an ihrer Seite mehr als zehn Jahre vergeblich für deren Zugang zur Freimaurerei. So beschlossen sie, die erste Loge der Welt zu gründen, die sowohl Männer als auch Frauen als Mitglieder akzeptierte. Am 14. März 1893 wurden 16 Frauen eingeweiht. Am 4. April 1893 gründete sie die erste gemischtgeschlechtlich arbeitende Großloge Ordre Maçonique Mixte International „Le Droit Humain“. Annie Besant hörte 1902 durch Francesca Arundale in London vom Droit Humain. In Paris wurde sie in die ersten drei Grade aufgenommen und war hauptverantwortlich für die erste Loge Großbritanniens des Droit Humain in London. Diese Großloge gründete in den folgenden Jahren Logen auf der ganzen Welt.

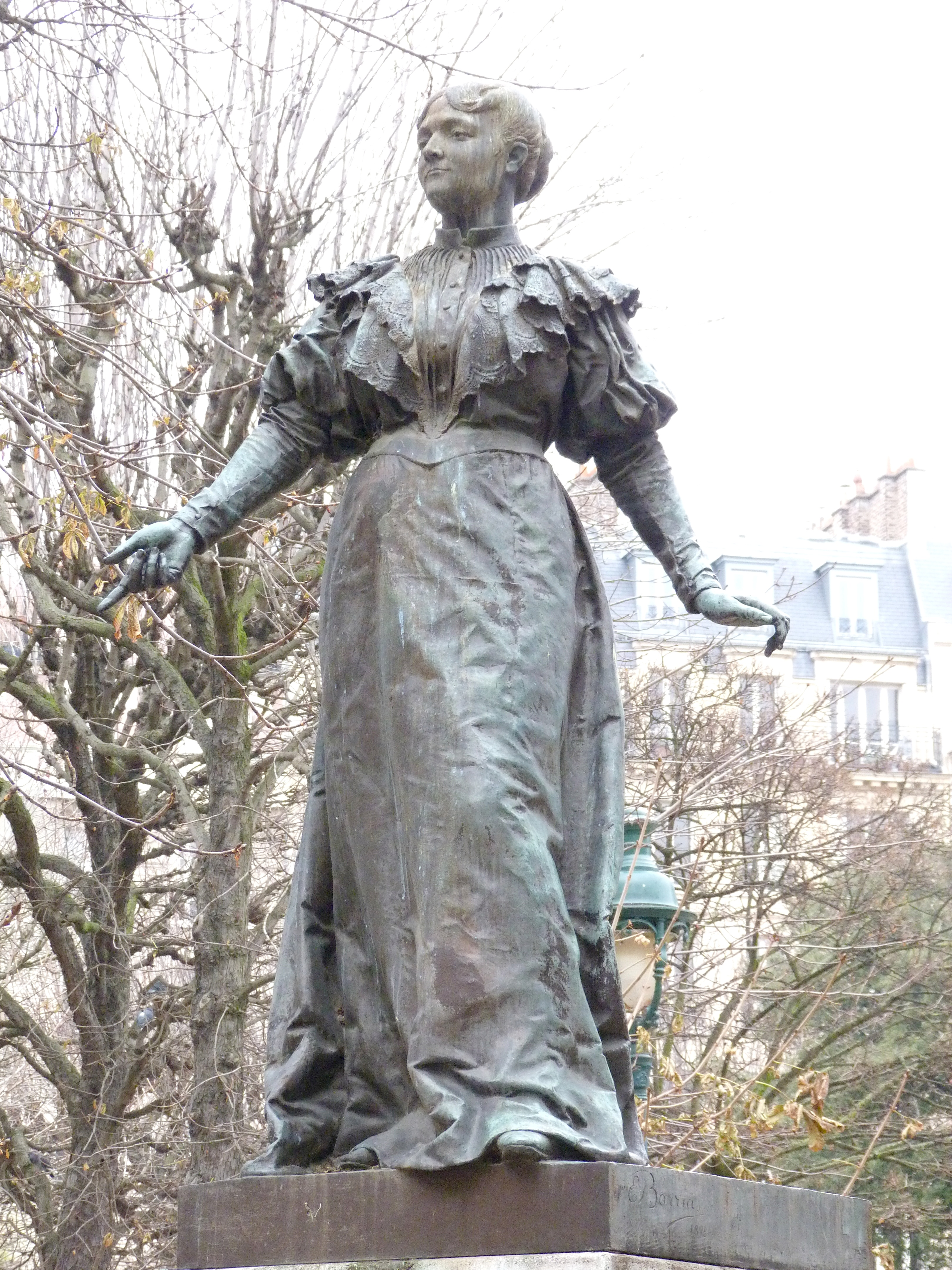
Denkmal in Paris (1898), von Louis-Ernest Barrias

## Gedenken
Zu ihrem Gedenken wurde in Paris eine Straße nach ihr benannt und in einem kleinen Park wurde eine Statue aufgerichtet. Ebenfalls wurde ihr zu Ehren ein Stadtviertel in St. Nazaire nach ihr benannt.

## Schriften
Ihre kompletten Aufzeichnungen wurden 1895 veröffentlicht, und viele Informationen über ihre Arbeit lassen sich in der Bibliothek Marguerite Durand in Paris finden.